# ألان جونستون (لاعب كرة قدم)
ألان جونستون (بالإنجليزية: Allan Johnston)‏ (14 ديسمبر 1973 في المملكة المتحدة - ) هو مدرب كرة قدم ولاعب كرة قدم بريطاني في مركز الوسط. شارك مع منتخب اسكتلندا تحت 21 سنة لكرة القدم ومنتخب اسكتلندا الثانوي لكرة القدم ‏ ومنتخب اسكتلندا لكرة القدم. أما مع النوادي، فقد لعب مع برمنغهام سيتي وبولتون واندررز وستاد رين وشيفيلد وينزداي وكوين أوف ساوث ونادي رينجرز ونادي سانت ميرين ونادي سندرلاند ونادي كيلمارنوك ونادي ميدلزبره وهارت أوف ميدلوثيان.

## مسيرته الكروية
لعب ألان جونستون خلال مسيرته الاحترافية مع 11 ناديًا في أربعة وعشرون موسمًا وسجل خلالها 51 هدفًا ضمن 454 مباراة. حيث فاز في موسم واحد بالكأس وفي موسم واحد بالدوري.
خاض ألان جونستون مسيرته مع نادي هارت أوف ميدلوثيان في موسم 1992–93 ليلعب معه أربعة مواسم، مشاركًا في 84 مباراة سجل خلالها 12 هدفًا. ثم انتقل إلى نادي سندرلاند في موسم 1996–97 واستمر معه طيلة ثلاثة مواسم، حيث شارك في 86 مباراة سجل خلالها 19 هدفًا. لينتقل بعدها إلى نادي بولتون واندررز في موسم 1999–00 لمدة موسم واحد، مشاركًا في 19 مباراة سجل خلالها 3 أهداف. ثم انتقل إلى نادي رينجرز في موسم 2000–01 ولمدة موسمين، مشاركًا في 14 مباراة ولم يسجل أي هدف. هذا وانتقل لاحقًا إلى نادي ميدلزبره في موسم 2001–02 في المرة الأولى لمدة موسم واحد ثم في موسم 2003–04 لمدة موسم واحد، مشاركًا طوالها في 21 مباراة سجل خلالها هدفًا واحدًا. ثم انتقل بعدها إلى نادي شيفيلد وينزداي في موسم 2002–03 لمدة موسم واحد، مشاركًا في 12 مباراة سجل خلالها هدفين. ليعود وينتقل من جديد، لكن هذه المرة إلى نادي كيلمارنوك في موسم 2004–05 ليلعب معه خمسة مواسم، مشاركًا في 115 مباراة سجل خلالها 5 أهداف. لينتقل بعدها إلى نادي سانت ميرين في موسم 2009–10 لمدة موسم واحد، مشاركًا في 10 مباريات ولم يسجل أي هدف. ثم لعب في نادي كوين أوف ساوث في موسم 2010–11 واستمر معه طيلة ثلاثة مواسم، مشاركًا في 61 مباراة سجل خلالها 7 أهداف.

## وصلات خارجية
- ألان جونستون على موقع الاتحاد الأوربي (الإنجليزية)
- ألان جونستون على موقع الاتحاد الإسكتلندي (الإنجليزية)
- ألان جونستون على موقع قاعدة بيانات كرة القدم.إي يو (الإنجليزية)
- ألان جونستون على موقع ناشيونال فوتبول تيمز (الإنجليزية)
- ألان جونستون على موقع Soccerbase.com (لاعب) (الإنجليزية)
- ألان جونستون على موقع Soccerway.com (الإنجليزية)
- ألان جونستون على موقع عالم كرة القدم.نت (الإنجليزية)